# Kierzbuń
Kierzbuń (deutsch Kirschbaum) ist ein Weiler, der zu Sołectwo Bartołty Wielkie gehört und in der Stadt- und Landgemeinde Barczewo (Wartenburg i. Ostpr.) liegt. Kierzbuń liegt im Powiat Olsztyński (Kreis Allenstein) in der Woiwodschaft Ermland-Masuren im Nordosten Polens.

## Geographie

### Geographische Lage
Kierzbuń liegt im Westen der Masurischen Seenplatte, die dem Baltischen Höhenrücken gehört. Charakteristisch für die Gegend sind zahlreiche Seen, Flüsse, sowie Nadel- und Mischwälder.
Die Stadt Olsztyn ist 25 Kilometer entfernt. Westlich von Ort befindet sich der  Daumen-See (polnisch Jezioro Tumiańskie)nbund weiter nördlich der Daddai-See (Jezioro Daddaj).

### Geologie
Die Landschaft ist durch den fennoskandischen Eisschild gestaltet worden und ist eine postglaziale, hügelige, bewaldete Grundmoräne mit vielen Rinnen-, Binnenseen und Flüssen.

## Geschichte

### Ortsgeschichte
Ursprünglich war hier die südliche Gau Barten der heidnischen Prußen. Nach der Zwangschristianisierung durch den Deutschen Orden war das Bistum Ermland seit 1243 ein Teil des Deutschordenslandes.
Am 8. September 1379 verlieh der Bischof Ermlands, Heinrich III. Sorbom, mit einem Privileg für den Ritter und Bistumsvogt Bartholomäus Kirschbaum das Groß Bartelsdorf mit 60 Hufen nach kulmischem Recht. Es war ein gemeinsames Privileg für Groß Bartelsdorf sowie Kirschbaum. Der Bistumsvogt hatte zwei Reiterdienste zu leisten und erhielt 90 Hufen Wald und Heide beim See Posirwetin (dies ist vermutlich der Bartelsdorfer See). Ferner erhielt er das Patronatsrecht über die noch zu gründende Kirche. Zwei Güter sind in der Folge aus den 90 Waldhufen entstanden. Bartelsdorf nannte sich das eine nach dem Vornamen des Gründers. Kirschbaum war das andere Gut, das sich nach dem Zunamen des Erstbeliehenen benannt.
Nach dem Zweiten Frieden von Thorn im Jahr 1466 wurde Ermland als autonomes Fürstbistum Ermland der Krone Polens unterordnet. Mit der ersten Teilung Polens im Jahr 1772 wurde Ermland ein Teil des Königreichs Preußen. Das Rittergut Kirschbaum war ab 1874 ein Gutsbezirk und nach 1928 ein Wohnplatz von Klein Bartelsdorf.
1785 hatte das adlige Gut und Dorf 16 Feuerstellen., und 1802 trennte sich das Vorwerk Pirk (polnisch Pirki, nicht mehr existent) vom Gut Kirschbaum ab. 1817 hatte das adlige Gut und Dorf 22 Feuerstellen bei 94 Einwohnern, bei der Volkszählung am 3. Dezember 1861 waren es 13 Wohngebäude und 112 Einwohner.
Im Mai 1874 ist der Amtsbezirk Bartelsdorf gebildet worden, in den Kirschbaum eingegliedert wurde.
Im Jahr 1820 erwarb das Gut die Familie Zielaskowski. Von 1908 bis 1944 war Hauptmann a. D. Kurt Groddeck (1883–1955) der Gutsbesitzer auf Kirschbaum. Das Gut hatte eine Fläche von 514 Hektar, davon 125 Hektar Forstwirtschaft. Es wurden intensiv Kartoffeln und Getreide angebaut. Es gab eine Kartoffelsaatzucht sowie eine Schweinemast. Der Besitzer Theodor Weichert bewirtschaftete in Kirschbaum 33 Hektar und die Witwe Besner 183 Hektar auf Gut Pirk.
Aufgrund der Bestimmungen des Versailler Vertrags stimmte die Bevölkerung im Abstimmungsgebiet Allenstein, zu dem Kirschbaum gehörte, am 11. Juli 1920 über die weitere staatliche Zugehörigkeit zu Ostpreußen (und damit zu Deutschland) oder den Anschluss an Polen ab. In Kirschbaum stimmten 60 Einwohner für den Verbleib bei Ostpreußen, auf Polen entfielen keine Stimmen.
Am 30. September 1928 wurden die Gutsbezirke Kirschbaum und Pirk in die Landgemeinde Klein Bartelsdorf (polnisch Bartołty Małe) eingegliedert und zeitgleich Kirschbaum in „Klein Bartelsdorf“ umbenannt.
Im Zuge der Ostpreußischen Operation wurde Kirschbaum am 26. Januar 1945 von der Roten Armee eingenommen und der sowjetischen Kommandantur unterstellt. Nach Kriegsende kam Kirschbaum zur Volksrepublik Polen und heißt seither Kierzbuń und ist zur Gmina Barczewo (Stadt- und Landgemeinde Wartenburg i. Ostpr.) zugehörig. Es lag von 1975 bis 1998 in der Woiwodschaft Olsztyn und danach in der Woiwodschaft Ermland-Masuren. Anstelle des Landguts entstand hier das Państwowe gospodarstwo rolne (Staatliches Landgut). Ab 1990 ist in Kierzbuń ein Gestüt samt Pferdesportanlage.
In der Nähe befinden sich die Wüstungen: Rax, Gut Pirk und Rittergut Paulshof (Gut Poludniewo).

### Einwohnerentwicklung
- 1785: 016 Feuerstellen
- 1817: 094 Seelen mit 22 Feuerstellen
- 1861: 112 Einwohner
- 1905: 095
- 1921: 116
- 1939: 248
- 2012: 027

## Kirche
Bis 1945 war Kirschbaum in die evangelische Kirche Bischofsburg (polnisch Biskupiec) in der Kirchenprovinz Ostpreußen der Kirche der Altpreußischen Union, außerdem in die römisch-katholische Kirche Groß Bartelsdorf (polnisch Bartołty Wielkie) eingepfarrt.
Kierzbuń heute gehört weiterhin zur katholischen Pfarrei Bartołty Wielkie, die jetzt dem Erzbistum Ermland zugehört. Die evangelischen Einwohner orientieren sich zur Christus-Erlöser-Kirche Olsztyn (Allenstein) innerhalb der Diözese Masuren der Evangelisch-Augsburgischen Kirche in Polen.

## Verkehr
Kierzbuń liegt südlich der derzeit zur Schnellstraße S 16 umgebauten polnischen Landesstraße 16 (einstige deutsche Reichsstraße 127). Von Nowe Marcinkowo (Neu Mertinsdorf, 1939 bis 1945 Neu Märtinsdorf) sowie von Bartołty Wielkie aus ist Kierzbuń zu erreichen, auch führt von Klimkowo (1938 bis 1945 Klimkau) eine Verbindungsstraße nach Kierzbuń. Eine Bahnanbindung besteht nicht.